# Berlanga de Duero
Berlanga de Duero è un comune spagnolo di 1 100 abitanti situato nella comunità autonoma di Castiglia e León.